# 윈도우 컬러 시스템
윈도우 컬러 시스템(Windows Color System, WCS)은 윈도우 비스타에 처음 포함된 색 관리 플랫폼으로, 카메라, 모니터, 프린터 및 스캐너를 포함한 다양한 소프트웨어 및 하드웨어에서 색상 일관성을 달성하는 것을 목표로 한다.

## 시스템
다양한 장치는 소프트웨어 및 하드웨어 구성에 따라 동일한 색상을 다르게 해석한다. 결과적으로 장치 간에 일관되게 색상을 재현하려면 적절하게 보정되어야 한다. WCS는 ICC 프로파일의 발전으로, 이 색상 보정 프로세스를 자동화하고 투명하게 만드는 것을 목표로 한다.
윈도우 컬러 시스템은 핵심에 CITE(Color Infrastructure and Translation Engine)를 포함한다. 이 엔진은 캐논이 개발한 Kyuanos라는 기술을 사용하여 픽셀당 32비트 이상의 비트 깊이, 여러 색상 채널(3개 이상), 대체 색 공간 및 고명암 대비 색상을 지원하는 색상 처리 파이프라인에 의해 지원된다. 이 색상 처리 파이프라인을 통해 장치 개발자는 장치의 색상 응답을 사용자 지정하기 위해 자체 색역 매핑 알고리즘을 파이프라인에 추가할 수 있다. 새 파이프라인은 또한 정수 처리에서 내재된 반올림 오차를 최소화하기 위해 부동 소수점 계산을 지원한다. 색상 파이프라인이 색상 처리를 완료하면 CITE 엔진은 출력 색상이 예상과 일치하도록 장치별 색상 프로파일에 따라 색상 변환을 적용한다.
WCS는 CRT 모니터뿐만 아니라 LCD, 프로젝터, 프린터 및 기타 이미징 장치에 대한 명시적 지원을 제공하며 각각에 대한 사용자 지정 지원을 제공한다. WCS는 CIECAM02에 따라 정의된 XML을 사용하여 색상 표현이 실제로 보이는 색상으로 어떻게 변환되는지를 정의하는 색상 프로파일을 사용한다. ICC V4 색상 프로파일도 지원된다. 윈도우 사진 갤러리와 사진 뷰어는 사용되지 않는 V2 표준만 지원하며 V4 프로파일과 함께 사용할 때 어두운 이미지를 보여준다. 윈도우 이미징 컴포넌트, HD 포토 형식, XPS 인쇄 경로 및 XPS 문서는 모두 색 관리를 지원한다.
WCS는 윈도우 95, 윈도우 98, 윈도우 2000, 윈도우 미, 윈도우 XP 및 윈도우 서버 2003에 처음 포함된 ICM(Image Color Management)의 상위 집합이다.

## 같이 보기
- 윈도우 비스타의 새로운 기능
- 윈도우 비스타 인쇄 기술